# Stadio Emil Alexandrescu
Lo stadio Emil Alexandrescu (in romeno Stadionul Emil Alexandrescu) è un impianto sportivo polivalente - benché dedito prevalentemente al calcio - di Iași, in Romania.
Ospita le partite interne del CSMS Iași.